# Крута (притока Лісової)
Крута — річка в Україні, у Романівському районі Житомирської області. Ліва притока Лісової (басейн Дніпра).

## Опис
Довжина річки приблизно 5,3 км.

## Розташування
Бере початок на південному заході від Сульжинівки. Тече переважно на південний схід через Лісну Рудню і на північній стороні від Борятина впадає у Лісову, ліву притоку Тетерева.